# 英雄连2
《英雄连2》是一款由遗迹娱乐开发，世嘉於2013年6月25日发行的即时战略游戏，本部作品與前作英雄连相同，背景设定在第二次世界大战期间，但战场转移到了德國東线，著重在蘇聯紅軍與德意志國防軍在戰場上的角逐。登陆Microsoft Windows平台兩邊的。游戏由Essence 3.0引擎打造，是2006年《英雄连》的续作。而台灣由愛勝遊戲代理發行。
世嘉在2014年6月24日上市了另一款資料片《英雄連隊2：西線軍團》（Company of Heroes 2: The Western Front Armies），為兩方陣營增添了美軍和西線德軍兩方勢力。而第二部資料片《英雄連隊2：阿登突擊》（Company of Heroes 2: Ardennes Assault）於2014年11月18日上市，加入了美軍於突出部之役作戰的單人劇情。2015年9月13日上市了新一款新資料片《英雄連隊2：英國軍隊》（Company of Heroes 2: the British forces），新增了英軍單位。

## 剧情
1952年，西伯利亚某古拉格劳改营内，內務人民委員部上校楚尔金正审问昔日下属——伊萨克维奇中尉。审讯过程中，楚尔金不断质疑伊萨克维奇在苏德战争期間对苏联的忠诚，而后者则痛斥前者视士兵性命如草芥。
伊萨克维奇回忆起与楚尔金的初次相遇：1941年巴巴羅薩行動初期，他们采用焦土政策阻滞德军向莫斯科推进，並在姆岑斯克组织反击，以及在严冬中与德军持续周旋。其部队后来调往斯大林格勒參加斯大林格勒战役，伊萨克维奇坦言支撑士兵的唯有第227号命令。斯大林格勒战役尾声，当他被困于倒塌建筑时，部下违令救援导致全员被处决，他则被调任戰地記者。
养伤期间，伊萨克维奇记录了列寧格勒圍城戰与伊斯卡拉行动的救援事迹，随后随军报道了奥尔沙与卢布林战役，期间发现了馬伊達內克滅絕營。在报道完波兰家鄉軍遭处决事件后，楚尔金将他编入苏联红军惩戒营。在那里，他亲历了波兹南战役、哈爾伯戰役中德军第九集团军的覆灭，也親歷了最后的柏林戰役。
伊萨克维奇之後试图叛逃以向世界揭露二戰东线真相，却被捕入狱。审讯结束时，楚尔金击毙守卫放走伊萨克维奇——他发现自己也将死于约瑟夫·斯大林的新一轮清洗。当伊萨克维奇逃离时，楚尔金举枪自尽。

## 遊戲設定
與前作《英雄连》相同，遊戲允許2至8名玩家透過網際網路隊戰。並可以共享資源與控制區，也有自動對戰系統。
遊戲模式包含勝利點控制（Victory Point Control）與歼灭（Annihilate），也有其他模組所衍生的其他模式

### 資源
基本上也與前作相同，玩家必須控制地圖上的戰略點，每個戰略點控制一定範圍的擁有不同資源的領域。這個設定則要求玩家在領土上要有持續的擴展，一旦連接兩個地區內的區域被敵方占領，來自遠處地區的資源供應就會被切斷。玩家需要採集三種資源：人力（Manpower）、彈藥（Munition）和燃料（Fuel）。其中不同於前作的是戰略點不同於一代的純供給彈藥與純供給燃料，而是兩項資源平均供給，當然也有純彈藥點與純油料點。這一項改變使得《英雄連隊2》的遊戲節奏與前作相比慢了許多

### 步兵單位
延續前作《英雄連隊》的操作風格，每一兵種都是以「班」（小隊）為作戰單位。有的重武器兵種例如迫擊炮和反戰車炮，限制小分隊里至少要剩下兩人才可以繼續操作。部隊在自方基地，前线指挥所或是運兵車附近可以進行兵力增援，補充不足的兵力。德軍的步兵可以使用醫療包進行自我治療。有一些兵種具有隱蔽功能，但是一旦開火就會暴露位置。

### 車輛單位
各種裝甲車輛根據地形、角度不同會有不同的攻擊和受損效果，但引擎損壞時會失去移動能力，如果主炮被毀則會失去戰鬥力。裝甲車輛普遍前部防禦力最強、側部次之、後部最弱，特別是前方中彈時甚至可能出現「跳彈」現象而絲毫無損。普通輕武器如果使用穿甲彈可以對輕型裝甲車輛形成一定威脅，但是對戰車一類的重甲戰車基本上無效。《英雄連隊2》車輛在交戰中有機率變為遺棄狀態而並非摧毀，這時雙方都可派步兵單位重拾車輛為自己所用。對於受到損傷的車輛，雙方陣營均可以召喚工兵前來修理車輛（美軍的載具單位較為特殊，任何載具都可以將載具成員叫下來現場修理，部分特殊坦克單位，如M26潘興及火箭雪曼無法將組員叫下維修）

### 建築物
有些建築物可以用步兵單位佔領，而占領後的建築物可為玩家獲得額外的視野，然而占領後的建築物無法向前作《英雄連隊》一樣直接升級成臨時指揮部來現場生產新單位，目前全兵種只有蘇聯的一位指揮官技能可升級成臨時指揮部，性質如同前代的裝甲菁英的臨時指揮部。而《英雄連隊2》的建築物為了增加真實性，木製建築物通常比水泥製建築物更容易損會並摧毀，同時也更容易燃燒，通常木製建築物一燃燒後便久久無法滅火，水泥製的通常過一會兒便滅了，使得前作誰先取得關鍵建築物誰就穩贏這令人詬病的性質稍微下降。

### 掩體與地形
掩體系統在《英雄連隊2》變得更加重要。在交戰過程中單兵的會自動地尋找掩體（例如沙袋、矮牆、壕溝、彈坑、灌木、被毀壞的車輛等等各種障礙物），掩體下的小分隊可以獲得額外的防守指數，這使他們在作戰中更有戰鬥持續能力，在《英雄連隊》中巧妙的使用掩體是取得勝利的關鍵。掩體所能給與的保護則以綠色（重掩體）、黃色（輕掩體）、紅色（無掩體）來代表，駐紮於樓房內等同於硬掩體。《英雄連隊2》更是著重於側翼突襲，即使待在掩體下，若側翼被攻擊即不會得到額外的防守指數，所以步兵單位便多了翻牆這項技能，使得突襲更加多元化。不同的掩體對不同的武器也會有不同的防禦效果，手榴彈及火焰噴射器可以忽視掩體打擊對方，炸藥包、迫擊炮、重型火炮等等則能夠乾脆損壞甚至摧毀掩體。壓制系統依舊存在：部隊如果受到敵軍強大火力（比如重機槍）攻擊，會自動趴在地上以犧牲機動能力換得更多防禦力。

### 真實視野
新作在單位視野方面採用了擬真度更高的真實視野。會因為建築物或是煙霧彈等因素遮蔽部分的視野，除了讓戰鬥更真實之外，也增加了更多的戰術應用，舉例來說躲在障礙物後面進行伏擊夾攻、或是利用煙霧彈來掩護撤退。

### 天氣因素
由於東線戰爭中，蘇俄和德軍常在冰天雪地的環境下戰鬥，因此《英雄連隊2》也加入了不少雪地場景，並加入了體溫的設計。只要在雪地地圖中戰鬥，步兵單位就會因為天候的影響漸漸的失去體溫，這時候單位的旁邊會出現藍色的溫度計，代表體溫正在流失中。如果玩家放任不管，最後單位會活活被冷死。為了避免單位冷死，要盡快的將單位移動到建築物內，或是火堆旁，藉此來恢復體溫。另外可以運載步兵單位的車輛，也能夠提供回復體溫的效果。除了體溫設計之外，在雪地地圖中，也會出現暴風雪的天候狀況。這時候單位的視野範圍會變得特別的低，並且體溫下降快速。所以在暴風雪快來臨的時候，務必確保步兵單位附近有能夠取暖的設施。而一些空軍指揮官特殊技能，在暴風雪期間也會無法使用。因此在這個期間內，也要思考並採取不一樣的戰術應用。

### 部隊列表
| 同盟國                      |                         |                            |
| 蘇聯紅軍（Soviet Red Army） | 美國軍隊（U.S. Forces） | 英國軍隊（British Forces） |
| 工兵                        | 後勤部隊                | 皇家工兵                   |
| 動員兵小隊                  | 步槍兵                  | 步兵分隊                   |
| 偵查狙擊手小隊              | 救護車                  | 維克斯重機槍班             |
| M3A1偵查車                  | 中尉                    | 通用載具                   |
| 懲戒營                      | M20通用裝甲車           | 穿甲狙擊手                 |
| M1910馬克沁重機槍班         | M2HB .50口徑重機槍班    | QF 6磅砲                   |
| PM-41 82mm迫擊砲小隊        | M15A1防空半履帶車       | 半人馬巡航戰車             |
| Zis-3 76mm野戰砲            | 上尉                    | 克倫威爾坦克               |
| M5半履帶運兵車              | M1 57mm反戰車砲         | 彗星坦克                   |
| T-70輕戰車                  | M1 75mm輕型野戰砲       | 雪曼螢火蟲                 |
| T-34/76中戰車               | M5A1斯圖亞特            | 邱吉爾戰車                 |
| BM-13卡秋莎火箭車           | 少校                    |                            |
| SU-76M突擊砲                | M4A3雪曼中戰車          |                            |
| SU-85中型驅逐戰車           | M36傑克森驅逐戰車       |                            |
|                             | M8A1                    |                            |

| 同盟國指揮官                |                         |                            |
| 蘇聯紅軍（Soviet Red Army） | 美國軍隊（U.S. Forces） | 英國軍隊（British Forces） |
| 防禦戰術                    | 空降連隊                | 強化工事團                 |
| 反擊戰術                    | 步兵連隊                | 特种作战團                 |
| 蘇聯工業戰術                | 裝甲連                  | 租借突擊團                 |
| 裝甲突擊戰術                | 偵察支援連隊            | 機動突擊團                 |
| 城市防禦戰術                | 機械化連隊              | 皇家炮兵團                 |
| 游擊戰術                    | 步槍兵連隊              | 皇家工兵團                 |
| 租借戰術                    | 遊騎兵連隊              | 特殊軍備團                 |
| 前線突擊戰術                | 戰術支援連              | 戰術支援團                 |
| 重裝機動突擊戰術            | 城市突擊連              | 先鋒行動團                 |
| 秘密警察擾敵戰術            |                         |                            |
| 蘇聯協同作戰部隊            |                         |                            |
| 蘇聯後備部隊                |                         |                            |
| 蘇聯突擊部隊                |                         |                            |
| 先進作戰戰術                |                         |                            |
| 反制步兵戰術                |                         |                            |
| 動員兵支援戰術              |                         |                            |
| 近衛機動合作戰術            |                         |                            |
| 近衛步槍兵協同戰術          |                         |                            |
| 機械化支援戰術              |                         |                            |
| 恐懼戰術                    |                         |                            |

| 軸心國                              |                                     |
| 德意志國防軍（Wehrmacht）           | 西線德軍司令部（Oberkommando West） |
| 工兵                                | 突擊工兵小隊                        |
| 擲彈兵                              | 國民擲彈兵                          |
| 裝甲擲彈兵                          | 水桶車                              |
| 狙擊手                              | Raketenwerfer 43反戰車火箭發射器    |
| MG42重機槍班                        | 7.5厘米Le.IG 18輕型步兵炮           |
| GrW 34迫擊炮班                      | Sdkfz 251/20半履帶車佐紅外線探照燈  |
| Pak40 75mm反戰車炮                  | SdKfz 251/17防空半履帶車            |
| SdKfz 251半履帶車                   | SdKfz 234裝甲車                     |
| SdKfz 221偵察車                     | SdKfz 251行走斯圖卡半履帶車         |
| 三號突擊炮G型                       | 鐵十字精銳士兵                      |
| 東風防空戰車                        | 二號「山貓」戰車                    |
| 四號戰車                            | 四號戰車J型                         |
| Panzerwerfer 42多管火箭發射車       | 四號驅逐戰車                        |
| 四號「灰熊」式突擊炮                | 豹式戰車                            |
| 豹式戰車                            | 虎王戰車                            |
| 突擊擲彈兵（指揮官）                | 空降獵兵（指揮官）                  |
| 東線步兵小隊（指揮官）              | 裝甲燧槍兵（指揮官）                |
| 戰地炮兵軍官（指揮官）              | 輕裝偵察獵兵隊（指揮官）            |
| SdKfz 250運兵半履帶車（指揮官）     | MG34機槍班（指揮官）                |
| SdKfz 250/7迫擊砲半履帶車（指揮官） | 突擊軍官（指揮官）                  |
| Pak 43反坦克砲陣地（指揮官）        | FLAK 30/38防空砲陣地（指揮官）      |
| 105mm leFH 18榴彈炮（指揮官）       | Pak 43反坦克砲陣地（指揮官）        |
| SdKfz 234「美洲豹」裝甲車（指揮官） | 東風防空戰車（指揮官）              |
| 三號突擊炮E型（指揮官）             | 豹式指揮戰車（指揮官）              |
| 四號指揮戰車（指揮官）              | 獵虎式驅逐戰車（指揮官）            |
| 象式驅逐戰車（指揮官）              | 哥利亞遙控炸彈（指揮官）            |
| 虎式戰車（指揮官）                  |                                     |
| 虎式王牌（指揮官）                  |                                     |

## 評價
《英雄連隊2》發行上市後便獲得全球媒體極佳評價，於2013年的E3遊戲評論家獎獲得最佳PC遊戲與最佳策略遊戲獎項提名。
前蘇聯成員國、中國的玩家對該遊戲評價不一，其中部分玩家認為遊戲對蘇聯歷史形象的刻畫存在偏差，甚至歪曲歷史。受輿論壓力影響，该地区的遊戲發行商1C-SoftClub宣布停止銷售該遊戲。
爭議主要集中在對蘇聯紅軍的描寫，一些玩家批評遊戲未能全面反映蘇聯在二戰中的角色與貢獻，並採用了偏向西方的敘事視角。此外，部分玩家指出遊戲的平衡性存在較大波動，影響遊玩體驗。